# Villers-Farlay
Villers-Farlay är en kommun i departementet Jura i regionen Bourgogne-Franche-Comté i östra Frankrike. Kommunen ligger i kantonen Villers-Farlay som tillhör arrondissementet Dole. År 2022 hade Villers-Farlay 649 invånare.

## Befolkningsutveckling
Antalet invånare i kommunen Villers-Farlay
Referens:INSEE